# Zorba (musical)
Zorba este un musical cu un libret scris de Joseph Stein, versuri de Fred Ebb și muzică de John Kander. Adaptat din romanul Zorba grecul de Nikos Kazantzakis și din filmul ulterior cu același nume, el se concentrează pe prietenia care se dezvoltă între Zorba și Nikos, un tânăr american care a moștenit o mină abandonată în Creta, și pe relațiile lor de dragoste cu o localnică văduvă și respectiv cu o franțuzoaică.
Muzicalul a avut premiera pe Broadway în anul 1968 într-o producție regizată de Harold Prince. A fost nominalizat la Premiul Tony pentru cel mai bun musical într-un sezon în care au mai apărut Hair, Promises, Promises și 1776. Ultimul dintre acestea a câștigat premiul. Spectacolul original a avut parte de 305 reprezentații, dar o reluare a spectacolului pe Broadway în 1983 a avut parte de 362 de reprezentații, cu o distribuție ce i-a inclus printre alții pe Anthony Quinn și Lila Kedrova.

## Producții
Spectacolul original de pe Broadway
Musicalul a avut premiera pe Broadway, în 16 noiembrie 1968, la Teatrul Imperial, unde a fost reprezentat în 305 de spectacole și 12 avanpremiere. Spectacolul a fost regizat de Harold Prince, coregrafia era realizată de Ron Field, iar distribuția îi includea pe Herschel Bernardi, Maria Karnilova, Carmen Alvarez, John Cunningham și Lorraine Serabian. Scenografia a fost realizată de Boris Aronson, costumele de Patricia Zipprodt și iluminatul scenic de Richard Pilbrow.
Producția a primit mai multe nominalizări la premiile Tony, obținând Premiul Tony pentru cea mai bună scenografie.
Turneul american din 1970
Musicalul a fost revizuit pentru a fi mai puțin „auster” și a fost reprezentat într-un turneu cu John Raitt și a inclus un cântec nou („Bubulina”). Chita Rivera a interpretat rolul „jupânului”. Din cauza faptului că recenziile nu au fost favorabile, spectacolul nu a mai revenit pe Broadway.
Rolul madamei Hortense a fost interpretat de Vivian Blaine („Guys and Dolls”), iar rolul lui Zorba de Michael Kermoyan („Camelot” & „Anya”). Spectacolul a fost regizat de Prince și a avut coregrafia compusă de Patricia Birch.
Reluarea spectacolului pe Broadway în 1983
Reluarea spectacolului în 1983 în regia lui Michael Cacoyannis și cu coregrafia realizată de Graciela Daniele a avut premiera pe 16 octombrie 1983 pe scena Broadway Theatre, unde a avut parte de 362 de reprezentații și 14 avanpremiere. Distribuția îi includea pe Anthony Quinn și Lila Kedrova (care apăruseră în versiunea cinematografică, aceasta din urmă câștigând un Oscar pentru interpretarea ei), precum și pe Robert Westenberg, Debbie Shapiro și Rob Marshall.
Alte producții
Spectacolul Zorba a fost produs în Argentina (2003). Distribuție: Raúl Lavié, Maria Rosa Fugazot, Miguel Habud, Julia Zenko, Marcelo Trepat, Alejandro Viola (înlocuit de către Gustavo Monje), Roberto Fiore și Andrea Mango.
O nouă reluare pe Broadway
Zorba era așteptat să fie reluat pe Broadway în anul 2011, avându-l ca regizor pe David Leveaux. Antonio Banderas a fost ales pentru a-l interpreta pe Zorba. Într-un interviu cu producătorul Fran Weissler, reluarea spectacolului Zorba era programată pentru stagiunea 2011-2012. Ea nu s-a mai produs, iar în ianuarie 2015 Cara Joy David scria în Huffington Post: „Zorba... Producția urma să fie montată în stagiunea 2011-2012. Din păcate nu a fost sa fie.... sau cel puțin nu încă.”
Spectacol muzical
Zorba a fost prezentat în seria de concerte Encore! de pe scena New York City Center Bisuri! pe 6-10 mai 2015. Distribuția a fost formată din  John Turturro, Zoe Wanamaker și Marin Snedeger în rolurile principale, iar spectacolele au fost regizate de Walter Bobbie.

## Elemente de decor
Regizorul Prince a vizitat Creta și Mykonos, iar aspectul original al spectacolului reflecta „culoarea și lumina specifică a insulelor grecești, albul puternic al clădirilor în contrast cu negru funebru al hainelor. „Zorba” a fost prezentat memorabil într-un sever clarobscur.”

## Piese muzicale
| Act I - "Life Is" – Leader and Company - "The First Time" – Zorba - "The Top of the Hill" – Leader and Chorus - "No Boom Boom" – Madame Hortense, Zorba, Nikos and Admirals - "Vive La Difference" – Admirals and Dancers - "Mine Song" § – Company - "The Butterfly" – Nikos, Leader, The Widow and Chorus - "Goodbye, Canavaro" – Madame Hortense and Zorba - "Grandpapa" – Zorba, Leader and Chorus - "Only Love" – Madame Hortense - "The Bend of the Road" – Leader and Chorus - "Only Love" (Reprise) – Leader | Act II - "Yassou" – Nikos, Zorba, Madame Hortense, Leader and Chorus - "Woman" § – Zorba - "Why Can't I Speak" / "That's a Beginning" – The Widow and Nikos - "Easter Dance" § – Company - "Miner's Dance" § – The Men - "The Crow" – Leader and Women - "Happy Birthday" – Madame Hortense - "I Am Free" – Zorba - "Life Is" (Reprise) – Leader and Company |

§ = în reluarea spectacolului din 1983

## Recepție
Potrivit lui Sheldon Patinkin, „materialul era prea întunecat” și „cartea prea grea” pentru un musical pe Broadway. „El include comentarii serioase și adesea neplăcute ale corului, moartea personajului principal feminin, o sinucidere... și alte evenimente deprimante. Nu și-a recuperat investiția.”

## Premii și nominalizări

### Producția originală de pe Broadway
| An   | Premiu           | Categorie                                                   | Nominalizat         | Rezultat     |
| ---- | ---------------- | ----------------------------------------------------------- | ------------------- | ------------ |
| 1969 | Premiul Tony     | cel mai bun musical                                         | cel mai bun musical | Nominalizare |
| 1969 | Premiul Tony     | cel mai bun actor într-un rol principal dintr-un musical    | Herschel Bernardi   | Nominalizare |
| 1969 | Premiul Tony     | cea mai bună actriță într-un rol principal dintr-un musical | Maria Karnilova     | Nominalizare |
| 1969 | Premiul Tony     | cea mai bună actriță într-un rol secundar dintr-un musical  | Lorraine Serabian   | Nominalizare |
| 1969 | Premiul Tony     | cea mai bună regie a unui musical                           | Harold Prince       | Nominalizare |
| 1969 | Premiul Tony     | cea mai bună coregrafie                                     | Ron Field           | Nominalizare |
| 1969 | Premiul Tony     | cea mai bună scenografie                                    | Boris Aronson       | Câștigat     |
| 1969 | Premiul Tony     | cele mai bune costume                                       | Patricia Zipprodt   | Nominalizare |
| 1969 | Drama Desk Award | muzică remarcabilă                                          | Fred Ebb            | Câștigat     |
| 1969 | Drama Desk Award | scenografie remarcabilă                                     | Boris Aronson       | Câștigat     |
| 1969 | Drama Desk Award | costume remarcabile                                         | Patricia Zipprodt   | Câștigat     |

### Reluarea spectacolului pe Broadway în 1983
| An   | Premiu              | Categorie                                                | Nominalizat       | Rezultat |
| ---- | ------------------- | -------------------------------------------------------- | ----------------- | -------- |
| 1984 | Premiul Tony        | cea mai bună interpretare a unei actrițe într-un musical | Lila Kedrova      | Câștigat |
| 1984 | Drama Desk Award    | actriță remarcabilă într-un musical                      | Lila Kedrova      | Câștigat |
| 1984 | Theatre World Award | Theatre World Award                                      | Robert Westenberg | Câștigat |

## Personaje
- Alexis Zorba (Αλέξης Ζορμπάς), o versiune fictivă a muncitorului minier Gheorghios Zorbas (Γιώργης Ζορμπάς 1867-1942).[10]

## Legături externe
- Internet Broadway Database listing
- plot and production listing at guidetomusicaltheatre.com
- 2015 New York City Center interview with John Kander about Zorba